# 洛斯阿拉莫斯 (加利福尼亞州)
洛斯阿拉莫斯（英語：Los Alamos）是位於美國加利福尼亞州聖巴巴拉縣的一個人口普查指定地區。

## 地理
洛斯阿拉莫斯的座標為34°44′31″N 120°16′31″W / 34.74194°N 120.27528°W，而該地最高點為海拔高度174米（即568英尺）。

## 人口
根據2010年美國人口普查的數據，洛斯阿拉莫斯的面積為10.019平方千米，當中陸地面積為10.017平方千米，而水域面積為0.002平方千米。當地共有人口1890人，而人口密度為每平方千米188人。